# Bedřichovka (Liberec)
Bedřichovka, bis 1946 Friedrichshain, ist ein Stadtteil von Liberec in Tschechien. Er liegt sechs Kilometer nordwestlich des Stadtzentrums von Liberec und gehört zum Okres Liberec.

## Geographie
Bedřichovka liegt rechtsseitig über dem Tal der Lausitzer Neiße in den westlichen Ausläufern des Isergebirges. Das Dorf befindet sich am Südrand des Bedřichovský les (Friedrichshainer Forst) im Quellgebiet des Baches Jílový potok. Nördlich erhebt sich der Novoveský vrch (Neudörfler Berg, 511 m), im Nordosten der U Lomu (461 m) und westlich die Ovčí hora (Schafberg, 496 m). Am südlichen und westlichen Ortsrand verläuft die Straße Fernverkehrsstraße I/35 zwischen Liberec und Chrastava.
Nachbarorte sind Horní Chrastava, Vysoká, Víska und Nová Víska im Norden, Mníšek im Nordosten, Krásná Studánka und Bělidlo im Osten, Stráž nad Nisou und Svárov im Südosten, Machnín im Süden, Hamrštejn im Südwesten, Andělská Hora im Westen sowie Dolní Chrastava und Chrastava im Nordwesten.

## Geschichte
Im Jahre 1715 verfügte der Kratzauer Färbermeister Josef Meussel in seinem letzten Willen den Bau einer Kapelle in den Feldern auf der Anhöhe an der Reichenberger Straße. Zu Beginn des Bayerischen Erbfolgekrieges schlugen im Juli 1778 die preußischen Truppen unter Friedrich II. nach ihrem Einmarsch nach Böhmen am Rande des Neundorfer Forstes oberhalb von Machendorf ihr Lager auf.
Im Jahre 1782 ließ der Besitzer der Herrschaft Grafenstein, Christian Philipp von Clam-Gallas, auf der Anhöhe über Machendorf auf verkauftem Dominikalgrund das Dorf Friedrichshain anlegen.
Im Jahre 1832 bestand das an der Landstraße von Reichenberg nach Kratzau gelegene Dorf Friedrichshain aus 18 Häusern mit 143 deutschsprachigen Einwohnern. Im Ort gab es eine Kapelle. Pfarrort war Kratzau. Bis zur Mitte des 19. Jahrhunderts blieb Friedrichshain der Allodialherrschaft Grafenstein untertänig.
Nach der Aufhebung der Patrimonialherrschaften bildete Friedrichshain ab 1850 einen Ortsteil der Gemeinde Machendorf im Bunzlauer Kreis und Gerichtsbezirk Kratzau. Ab 1868 gehörte das Dorf zum Bezirk Reichenberg. Im Jahre 1880 hatte das Dorf 246 Einwohner. Nach dem Münchner Abkommen erfolgte 1938 die Angliederung an das Deutsche Reich; bis 1945 gehörte Friedrichshain zum Landkreis Reichenberg. Nach dem Ende des Zweiten Weltkrieges kam Friedrichshain zur Tschechoslowakei zurück. 1946 wurde das Dorf in Bedřichovka umbenannt. In den Jahren 1946 und 1947 wurden die meisten deutschböhmischen Bewohner vertrieben. Zwischen 1948 und 1960 gehörte Bedřichovka zum Okres Liberec-okolí, danach kam das Dorf wieder zum Okres Liberec zurück. Am 1. Juli 1980 erfolgte die Eingemeindung von Bedřichovka nach Liberec, seitdem bildet das Dorf den Stadtteil Liberec XXXIV-Bedřichovka. 1991 hatte Bedřichovka 100 Einwohner. Im Jahre 2001 bestand das Dorf aus 22 Wohnhäusern, in denen 54 Menschen lebten. Insgesamt besteht der Ort aus 32 Häusern.

## Ortsgliederung
Der Stadtteil Liberec XXXIV-Bedřichovka ist Teil des Katastralbezirkes Machnín.

## Sehenswürdigkeiten
- Färberkapelle, sie wurde 1715 gemäß dem letzten Willen des Färbers Josef Meussel erbaut. In einer Nische wurde ein Heiligenbild angebracht. Im 20. Jahrhundert setzte ihr Verfall ein. Die Stadt Kratzau forderte 1931 die Erben des früheren Bürgermeisters Wenzel Neumann und den Bauern Josef Funk zur Erfüllung ihrer Verpflichtung zum Erhalt des stadtgeschichtlichen Denkmals auf.[5] In der zweiten Hälfte des 20. Jahrhunderts brach der verfaulte Dachstuhl ein und stürzte zusammen mit dem Glockentürmchen ins Innere. Im Jahre 2007 ließ die Stadt Liberec die Kapelle wiederaufbauen.